# ロメオとジュリエット (プロコフィエフ)

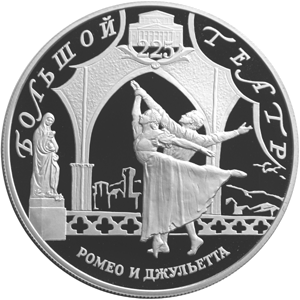
バレエ『ロメオとジュリエット』の一場面が描かれた記念貨幣

『ロメオとジュリエット』（ロシア語: Ромео и Джульетта、英語：Romeo and Juliet）は、ソ連の作曲家、セルゲイ・プロコフィエフが作曲したバレエ音楽である。イギリスの劇作家シェイクスピアによる悲劇『ロミオとジュリエット』に基づく。バレエ音楽からプロコフィエフ自身によって管弦楽組曲3つとピアノ独奏用組曲1つが作られている。

## 作曲の経緯と初演
演出家でありシェイクスピア学者でもあるラドロフ、ギリシャ劇の権威である劇作家のA・ピオトロフスキー、振付家ラヴロフスキーらの協力を得て台本を作成し、1935年に52曲からなる全曲を完成させたが、そのときの筋立ては、終幕でロメオが1分早く駆けつけジュリエットが生きていることに気付きハッピーエンド、という内容になっていた。ハッピーエンドにした理由は、バレエの振付のため、生きている人は踊ることができるが死者は踊れないという理由であったことを、プロコフィエフは自伝の中で述べている。その後、振付家たちと相談し、悲劇的な結末を踊りで表現できることがわかり、原作どおりの結末にして終曲を書き改めた。
バレエは当初、レニングラード・バレエ学校創立200年祭で上演される予定だったが、酷評されて契約を撤回された。そこでプロコフィエフは組曲を2つ作り、バレエの初演に先行して第1組曲を1936年にモスクワで、第2組曲を1937年にレニングラードで発表した。バレエはその後、1938年12月30日にチェコスロヴァキアの国立ブルノ劇場で、セムベロヴァ主演、プソタ振付により初演された。

## 上演史（バレエ）
初演以降、数多くの振付家が本楽曲を用いたバレエを創作している。代表的な演出は以下の通りである。

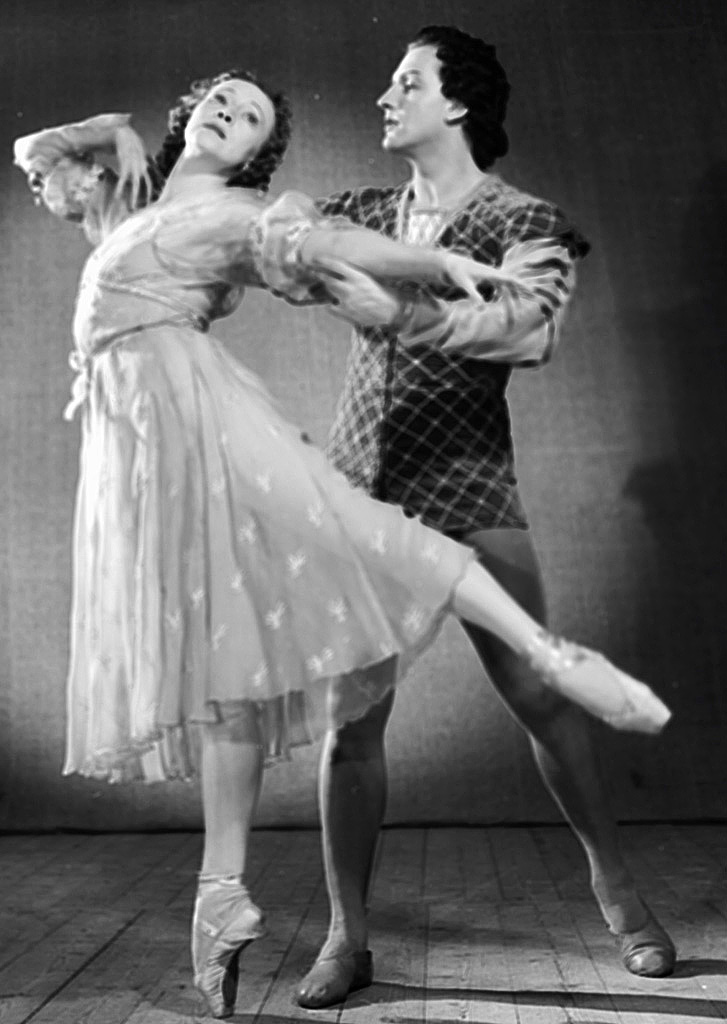
ラヴロフスキー版（ウラノワとジダーノフ、1954年）

- レオニード・ラヴロフスキー振付 - 1940年、キーロフ・バレエ初演。ブルノでの上演が成功を収め、キーロフ劇場が態度を改めたことにより、大幅な変更を加えたラヴロフスキー版がソヴィエトで初演されることになった。ラヴロフスキーはプロコフィエフの反対にもかかわらず、楽曲を改変した。主演はガリーナ・ウラノワとコンスタンチン・セルゲエフ（英語版）が務めた。本作は国際的に高い評価を受け、スターリン賞を受賞している。1955年、本作を映画化した『ロメオとジュリエット物語』がモスフィルムにより製作され、ウラノワとユーリ・ジダーノフが主演した。この映画は第8回カンヌ国際映画祭で叙情的映画賞を受賞したほか、パルム・ドールにノミネートされた。
- フレデリック・アシュトン振付 - 1955年、デンマーク王立バレエ団 初演。
- ジョン・クランコ振付 - 1958年、ミラノ・スカラ座バレエ団初演[1]。1962年にはクランコが芸術監督を務めたシュトゥットガルト・バレエ団で改訂版が上演され、同バレエ団が国際的な評価を高める契機となった。
- ケネス・マクミラン振付 - 1965年、ロイヤル・バレエ団初演。マーゴ・フォンテインとルドルフ・ヌレエフが主演した。映像化も数回、行われている。詳細はロメオとジュリエット (マクミラン)参照。

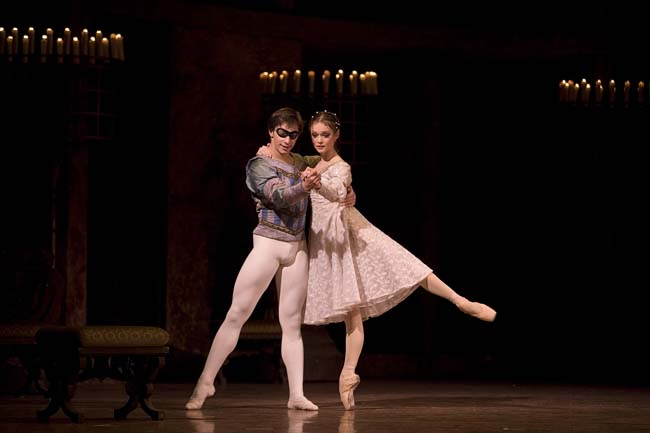
マクミラン版（スウェーデン王立バレエ団、2007年）

- ジョン・ノイマイヤー振付 - 1971年、フランクフルト・バレエ団初演。部分的にクランコ版の影響を受けている。1974年にはノイマイヤーが芸術監督を務めるハンブルク・バレエ団で上演された。
- ルドルフ・ヌレエフ振付 - 1977年、ロンドン・フェスティバル・バレエ団（現イングリッシュ・ナショナル・バレエ団）初演。ヌレエフ自身がロメオ役として主演し、世界中でツアーを行った。1980年にミラノ・スカラ座バレエで上演されたほか、1984年以降はパリ・オペラ座バレエがレパートリーとしている。詳細はロメオとジュリエット (ヌレエフ)参照。
- ユーリー・グリゴローヴィチ振付 - 1979年、ボリショイ・バレエ初演。現在もボリショイ・バレエがレパートリーとしている。
- ラースロー・シェレギ（英語版）振付 - 1985年、ハンガリー国立バレエ団初演。
- ジャン＝クリストフ・マイヨー振付 - 1996年、モナコ公国モンテカルロ・バレエ団初演。
- ピーター・マーティンス（英語版）振付 - 2007年、ニューヨーク・シティ・バレエ団初演。
- アレクセイ・ラトマンスキー振付 - 2011年、カナダ国立バレエ団（英語版）初演。
- マシュー・ボーン振付 - 2019年、サドラーズウェルズ劇場で初演[2]。本プロダクションは撮影され、映画館でも上映された[3]。2024年4月、来日公演が東京の東急シアターオーブで行われる予定である。

## 作品構成（バレエ音楽）

### 『ロメオとジュリエット』 作品64
第1幕
第1曲　前奏曲
第1場   
第2曲　ロメオ
第3曲　街の目覚め
第4曲　朝の踊り
第5曲　喧嘩
第6曲　決闘
第7曲　大公の宣言
第8曲　間奏曲
第2場     
第9曲　舞踏会の準備
第10曲　少女ジュリエット
第11曲　客人たちの登場（メヌエット）
第12曲　仮面
第13曲　騎士たちの踊り
第14曲　ジュリエットのヴァリアシオン
第15曲　マキューシオ
第16曲　マドリガル
第17曲　ティボルトはロメオを見つける
第18曲　ガヴォット（客人たちの退場）　※古典交響曲の第3楽章を改作して転用
第19曲　バルコニーの情景
第20曲　ロメオのヴァリアシオン
第21曲　愛の踊り
第2幕
第3場     
第22曲　民衆の踊り
第23曲　ロメオとマキューシオ
第24曲　五組の踊り
第25曲　マンドリンを手にした踊り
第26曲　乳母
第27曲　乳母はロメオにジュリエットの手紙を渡す
第4場     
第28曲　ローレンス僧庵でのロメオ
第29曲　ローレンス僧庵でのジュリエット
第5場     
第30曲　民衆のお祭り騒ぎ
第31曲　一段と民衆の気分は盛り上がる
第32曲　ティボルトとマキューシオの出会い
第33曲　ティボルトとマキューシオの決闘
第34曲　マキューシオの死
第35曲　ロメオはマキューシオの死の報復を誓う
第36曲　第2幕の終曲
第3幕
第37曲　前奏曲
第6場     
第38曲　ロメオとジュリエット
第39曲　ロメオとジュリエットの別れ
第40曲　乳母
第41曲　ジュリエットはパリスとの結婚を拒絶する
第42曲　ジュリエットひとり
第43曲　間奏曲
第7場     
第44曲　ローレンス僧庵
第45曲　間奏曲
第8場     
第46曲　ジュリエットの寝室
第47曲　ジュリエットひとり
第48曲　朝の歌
第49曲　百合の花を手にした娘たちの踊り
第50曲　ジュリエットのベッドのそば
第4幕
第9場 
第51曲　ジュリエットの葬式
第52曲　ジュリエットの死

#### 編成
拡張された3管編成。
- 木管楽器：ピッコロ、フルート2、オーボエ2、コーラングレ、クラリネット2(第2奏者は小クラリネットを兼ねる)、バス・クラリネット、テナー・サクソフォーン、ファゴット2、コントラファゴット
- 金管楽器：コルネット、トランペット3、ホルン6、トロンボーン3、チューバ
- 打楽器：ティンパニ、トライアングル、ウッド・ブロック、マラカス、タンブリン、小太鼓、シンバル、大太鼓、鐘、シロフォン、グロッケンシュピール
1名のティンパニ奏者と5名の打楽器奏者を要する。
- 鍵盤楽器：オルガン、ピアノ、チェレスタ
- 撥弦楽器：ハープ2、マンドリン2
- 擦弦楽器：独奏ヴィオラ・ダモーレ（もしくはヴィオラ）、弦5部
弦楽器の人数は特に指定されていないが、コントラバスが5声に分割される部分がある。

以上のオーケストラのほか、舞台上のバンダとして、ホルン4、トランペット6、テナー・ホルン、バリトン・ホルン、バス（チューバ）2、トライアングル、小太鼓、シンバル、大太鼓。

#### 演奏時間
約2時間半（全曲版）

## 演奏会用組曲（管弦楽）
プロコフィエフが編んだ組曲がそのまま演奏されることは少なく、主に第1組曲、第2組曲から数曲を抜粋して演奏することが多い。

### 『ロメオとジュリエット』第1組曲 作品64bis
1936年11月24日、モスクワのボリショイ劇場でジョルジュ・セバスティアンの指揮により初演。
1. 民衆の踊り
2. 情景
3. マドリガル
4. メヌエット
5. 仮面
6. ロメオとジュリエット
7. ティボルトの死

#### 編成
フルート2、ピッコロ、オーボエ2、コーラングレ、クラリネット2、バス・クラリネット、ファゴット2、コントラファゴット、テナー・サクソフォーン、トランペット2、コルネット、ホルン4、トロンボーン3、チューバ、ティンパニ、打楽器（奏者5：グロッケン、シロフォン、タンブリン、フィールド・ドラム、トライアングル、シンバル、大太鼓、小太鼓）、ハープ、ピアノ、弦5部

### 『ロメオとジュリエット』第2組曲 作品64ter
1937年4月15日、レニングラードで作曲者の指揮により初演され、現在でもこの第2組曲が一番多くコンサートで演奏される。
1. モンターギュー家とキャピュレット家
2. 少女ジュリエット
3. 僧ローレンス
4. 踊り
5. 別れの前のロメオとジュリエット
6. 百合の花を手にした娘たちの踊り
7. ジュリエットの墓の前のロメオ

#### 演奏時間
約30分

#### 楽器編成
フルート2、ピッコロ、オーボエ2、コーラングレ、クラリネット2、バス・クラリネット、ファゴット2、コントラファゴット、テナー・サクソフォーン、トランペット2、コルネット、ホルン4、トロンボーン3、チューバ、ティンパニ、打楽器（奏者2：グロッケン、タンブリン、トライアングル、シンバル、大太鼓、小太鼓、マラカス）、ハープ、ピアノ／チェレスタ、弦5部、ヴィオラ・ダモーレ（任意）

### 『ロメオとジュリエット』第3組曲 作品101
1946年3月8日、モスクワでウラジーミル・デクチャレンコの指揮により初演。
1. 噴水の前のロメオ
2. 朝の踊り
3. ジュリエット
4. 乳母
5. 朝の歌
6. ジュリエットの死

#### 編成
フルート2、ピッコロ、オーボエ2、コーラングレ、クラリネット2、バス・クラリネット、ファゴット2、コントラファゴット、トランペット3、ホルン4、トロンボーン3、チューバ、ティンパニ、打楽器（奏者2：グロッケン、タンブリン、トライアングル、ウッドブロック、シンバル、大太鼓、小太鼓、）、ハープ、ピアノ／チェレスタ、弦5部

## ピアノ組曲

### バレエ『ロメオとジュリエット』からの10の小品 作品75
1937年にモスクワで作曲者自身により初演。
1. 民衆の踊り
2. 情景
3. メヌエット
4. 少女ジュリエット
5. 仮面
6. モンターギュー家とキャピュレット家
7. 僧ローレンス
8. マキューシオ
9. 百合の花を手にした娘たちの踊り
10. ロメオとジュリエットの別れ

## その他
- 第1幕 第2場 第13曲「騎士たちの踊り（モンタギュー家とキャピュレット家）」は、日本では上野樹里主演のテレビドラマ『のだめカンタービレ』の挿入曲や、1990年にシャネルから発売された香水、エゴイストのテレビCMや、2006年にはソフトバンクモバイルのCM「予想GUY」などのBGMとして使用された。また、オランダのバンド・Epicaによるヘヴィメタルバージョンも存在する。
- イギリスのロックバンド、エマーソン・レイク・アンド・パーマーのアルバム「ブラック・ムーン」(1992年)にロックにアレンジされたものが収録されている。
- イギリスのロックバンド、ザ・スミス(The Smiths)のライヴの前に流されていた。
- イギリスのロックバンド、MUSEが2007年6月16、17日のウェンブリー・スタジアム公演で登場時に使用した。
- イギリスの歌手、ロビー・ウィリアムズは「パーティー・ライク・ア・ロシアン」で「騎士たちの踊り（モンタギュー家とキャピュレット家）」をサンプリングしている。
- 日本の音楽ユニット、ALI PROJECTの楽曲「KING KNIGHT」の冒頭部分で「騎士たちの踊り（モンタギュー家とキャピュレット家）」が引用されている。
- 2001年4月、ロストロポーヴィチ指揮、リトアニア国立バレエ団、新日本フィルハーモニー交響楽団による公演では、息絶えたロメオとジュリエットが舞台上に横たわるシーンで、ロストロポーヴィチが指揮台を離れて舞台へ歩み寄り、ロメオとジュリエットの手を取って重ね合わせる、という演出があった。これはかつてロシアの名ダンサーであり、ロシア国立ボリショイ劇場バレエの元芸術監督でもあったウラジーミル・ワシーリエフによる振付である。